# Distretto di Cahul
Il distretto di Cahul è uno dei 32 distretti della Moldavia, il capoluogo è la città di Cahul. È situato nella parte sud-occidentale del paese e confina ad ovest con la Romania (il fiume Prut segna il confine tra i due stati), a sud con l'Ucraina, a nord col Distretto di Cantemir, a nord-est con la Găgăuzia e ad est con il Distretto di Taraclia.

## Società

### Evoluzione demografica
In base ai dati del censimento, la popolazione è così divisa dal punto di vista etnico:
| Etnia       | Abitanti | %     |
| ----------- | -------- | ----- |
| Moldavi     | 91.001   | 76,32 |
| Ucraini     | 7.842    | 6,58  |
| Russi       | 7.702    | 6,46  |
| Gagauzi     | 3.665    | 3,07  |
| Bulgari     | 5.816    | 4,88  |
| Rumeni      | 2.095    | 1,76  |
| Altre etnie | 1.110    | 0,93  |

## Geografia antropica

### Suddivisioni amministrative
Il distretto è formato da 1 città e 36 comuni

#### Città
- Cahul

#### Comuni
1. Alexandru Ioan Cuza
2. Alexanderfeld (Alexandru cel Bun)
3. Andrușul de Jos
4. Andrușul de Sus
5. Badicul Moldovenesc
6. Baurci-Moldoveni (Români)
7. Borceag
8. Bucuria
9. Burlacu
10. Burlăceni
11. Brînza
12. Chioselia Mare
13. Colibași
14. Crihana Veche
15. Cucoara
16. Cîșlița-Prut
17. Doina
18. Găvănoasa
19. Giurgiulești
20. Huluboaia
21. Iujnoe
22. Larga Nouă
23. Lebedenco (Crihana Nouă)
24. Lopățica
25. Lucești
26. Manta
27. Moscovei
28. Pelinei
29. Roșu
30. Slobozia Mare
31. Taraclia de Salcie
32. Tartaul de Salcie
33. Tătărești
34. Vadul lui Isac
35. Văleni
36. Zîrnești